# Arkadiusz Pyrka
Arkadiusz Pyrka (20 settembre 2002) è un calciatore polacco, attaccante del Piast Gliwice.

## Caratteristiche tecniche
È un'ala destra.

## Carriera

### Club
Cresciuto nel settore giovanile del Broń Radom, nel 2017 viene acquistato dallo Znicz Pruszków con cui esordisce il 21 luglio 2018 in occasione dell'incontro di II liga vinto 3-1 contro il Resovia Rzeszów. Nell'agosto 2020 viene acquistato dal Piast Gliwice con cui debutta in Ekstraklasa in occasione dell'incontro perso 2-0 contro lo Śląsk Breslavia.

### Nazionale
Ha giocato nelle nazionali giovanili polacche Under-19, Under-20 ed Under-21.

## Statistiche

### Presenze e reti nei club
Statistiche aggiornate al 31 luglio 2021.
| Stagione        | Squadra         | Campionato      | Campionato | Campionato | Coppe nazionali | Coppe nazionali | Coppe nazionali | Coppe continentali | Coppe continentali | Coppe continentali | Altre coppe | Altre coppe | Altre coppe | Totale | Totale |
| Stagione        | Squadra         | Comp            | Pres       | Reti       | Comp            | Pres            | Reti            | Comp               | Pres               | Reti               | Comp        | Pres        | Reti        | Pres   | Reti   |
| --------------- | --------------- | --------------- | ---------- | ---------- | --------------- | --------------- | --------------- | ------------------ | ------------------ | ------------------ | ----------- | ----------- | ----------- | ------ | ------ |
| 2018-2019       | Znicz Pruszków  | 2L              | 18         | 0          | CP              | 0               | 0               |                    | -                  | -                  |             | -           | -           | 18     | 0      |
| 2019-2020       | Znicz Pruszków  | 2L              | 27         | 2          | CP              | 1               | 0               |                    | -                  | -                  |             | -           | -           | 28     | 2      |
| 2020-2021       | Piast Gliwice   | EK              | 23         | 0          | CP              | 5               | 2               |                    | -                  | -                  |             | -           | -           | 28     | 2      |
| 2021-2022       | Piast Gliwice   | EK              | 2          | 1          | CP              | 0               | 0               |                    | -                  | -                  |             | -           | -           | 2      | 1      |
| Totale carriera | Totale carriera | Totale carriera | 70         | 3          |                 | 6               | 2               |                    | -                  | -                  |             | -           | -           | 76     | 5      |